# Loa loa
Loa loa – gatunek pasożytniczego nicienia występujący w Afryce Zachodniej i Środkowej. Żywicielem ostatecznym jest człowiek (u którego wywołuje loajozę), zaś wektorem muchówki z rodzaju Chrysops (Chrysops silacea i Chrysops dimidiata)

## Opis
Dorosłe osobniki to nitkowate zwierzęta o otworze gębowym otoczonym drobnymi brodawkami. Posiadają one gruby oskórek, który pokrywają guzki różnej wielkości, nie posiadają prążkowania. Samice mają długość 40–70 mm i średnicę 0,5 mm, zaś samce mierzą 30–34 mm przy średnicy 0,35-0,43 mm. Mikrofilarie mierzą 250–300 μm przy średnicy 6–8 μm i są otoczone wystającą nieco poza ciało osłonką. Wektorem Loa Loa są muchówki z rodzaju Chrysops. Rytm dzienny pojawiania się we krwi obwodowej pasożyta wymusza czas żerowania jego wektora.

## Cykl życiowy
Podczas odżywiania się krwią zakażona Loa loa muchówka zwraca część krwi, wraz z larwami w stadium L3 na skórę człowieka. Larwy aktywnie przez nią wnikają do tkanki podskórnej, gdzie dojrzewają. Dorosłe osobniki rozmnażając się produkują mikrofilarie, które można znaleźć we krwi, płynie mózgowo-rdzeniowym, moczu, ślinie oraz w płucach. Gdy zakażony człowiek zostanie ukąszony przez ślepaka, mikrofilarie przedostają się do przewodu pokarmowego owada, tracą osłonkę i przez układ krwionośny docierają do jego mięśni szyi, gdzie przechodzą kolejne stadia larwalne od L1 do L3.

## Chorobotwórczość
Loa loa wywołuje loajozę. 